# Public Ledger

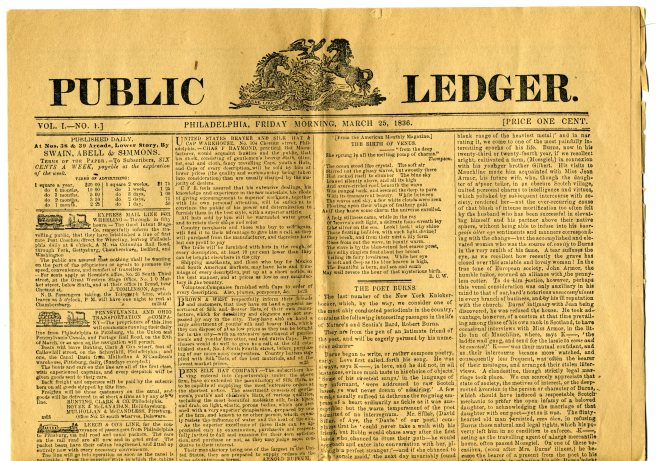
La prima edizione del Public Ledger, 25 marzo 1836

Il Public Ledger è stato un quotidiano di Filadelfia, pubblicato dal 25 marzo 1836 al gennaio 1942.
È stato il primo quotidiano di Filadelfia del prezzo di 1 penny, il primo quotidiano a fare uso dei Pony Express e tra i primi ad usare il telegrafo elettrico. Dal 1846 fu stampato sulla prima rotativa, appena inventata.

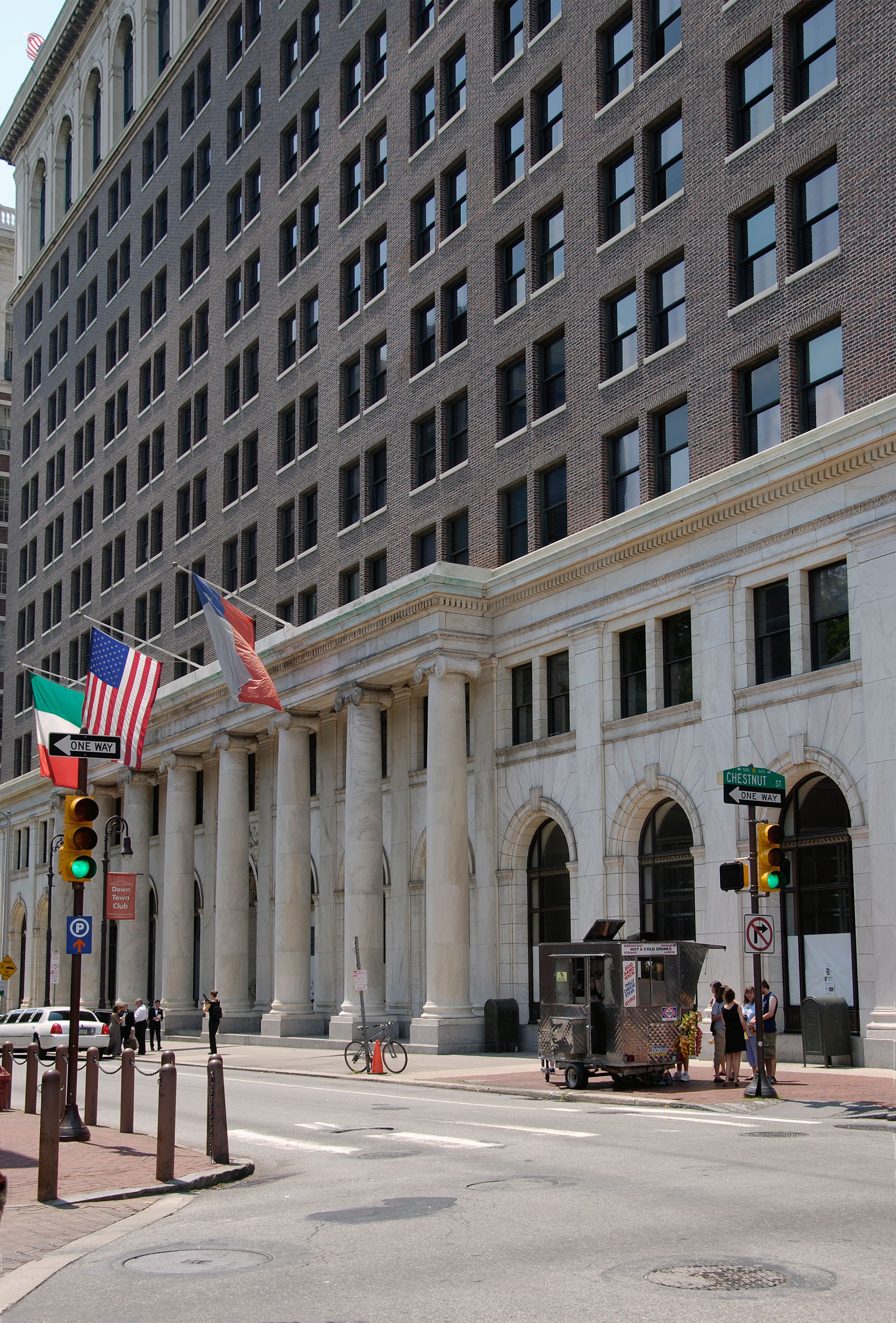
La facciata del palazzo che ospitava il Public Ledger

Il 27 e 28 ottobre 1919 il Public Ledger pubblicò la prima traduzione in inglese di alcuni estratti dei Protocolli dei Savi di Sion, alterando il testo in modo da farlo figurare come un complotto bolscevico.